# Střeň
Střeň (en allemand : Schrein) est une commune du district et de la région d'Olomouc, en République tchèque. Sa population s'élevait à 606 habitants en 2023.

## Géographie
Střeň est arrosée par la Morava et se trouve à 5,7 km à l'est-sud-est de Litovel, à 13 km au nord-ouest d'Olomouc, à 68 km au nord-est de Brno et à 201 km à l'est-sud-est de Prague.
La commune est limitée par Pňovice au nord, par Štěpánov à l'est, par Horka nad Moravou, Příkazy et Náklo au sud, et par Litovel à l'ouest.

## Histoire
La première mention écrite de la localité date de 1390.

## Transports
Par la route, Střeň se trouve à 10 km de Litovel, à 18 km d'Olomouc, à 92 km de Brno et à 235 km de Prague.